# Maleszewo Wielkie
Maleszewo Wielkie (biał. Вялікае Малешава; ros. Большое Малешево) – agromiasteczko na Białorusi, w obwodzie brzeskim, w rejonie stolińskim, w sielsowiecie Maleszewo Wielkie, przy drodze republikańskiej P88.
Znajduje się tu parafialna cerkiew prawosławna pw. Narodzenia Pańskiego.

## Historia
W dwudziestoleciu międzywojennym leżało w Polsce, w województwie poleskim, w powiecie stolińskim, w gminie Chorsk, przy granicy ze Związkiem Sowieckim.
W latach 20. XX w. stacjonowała tu 3. kompania 1 Batalionu Celnego. W latach 1925–1939 istniała tu strażnica KOP „Maleszewo”.
Po II wojnie światowej w granicach Związku Sowieckiego. Od 1991 w niepodległej Białorusi.
W pobliżu znajduje się wieś Maleszewo (hist. Maleszewo Małe). Wyznaczona w traktacie ryskim granica polsko-sowiecka przebiegła pomiędzy miejscowościami pozostawiając w Polsce Maleszewo Wielkie, a Maleszewo Małe przekazując Sowietom. Granica ta zachowała się do czasów współczesnych jako granica obwodów.